# Reakcje barwne porostów
Reakcje barwne porostów – związane ze zmianą barwy reakcje chemiczne niektórych związków chemicznych z kwasami porostowymi. Wykorzystywane są przy oznaczaniu gatunków porostów. Najczęściej w reakcjach tych stosuje się następujące związki chemiczne:
- podchloryn wapnia CaOCl (oznaczenie: C). Zamiast niego można zastosować używane do wybielania plam środki chemiczne zawierające chlor,
- wodny roztwór wodorotlenku potasu, KOH (oznaczenie: K),
- alkoholowy roztwór parafenylodwuaminy (oznaczenie Pd),
- płyn Lugola, tj. roztwór jodu w jodku potasu (oznaczenie I).

Związki te wkrapla się na korę plechy, rdzeń czy owocniki badanego porostu. Zmiana jego barwy świadczy o obecności w poroście określonych kwasów porostowych. Zmianę barwy opisuje się znakiem „+” i podaje kolor, brak reakcji oznacza się znakiem „–”. Przykłady:
- C+ pomarańczowy – świadczy o obecności kwasu gyrofosforowego,
- C+ czerwony – świadczy o obecności kwasu lekanorowego,
- K+ żółty – świadczy o obecności atranoryny,
- K+ lśniąco żółty – świadczy o obecności kwasu tamnoliowego,
- K+ żółty przechodzący w czerwony – świadczy o obecności kwasu norstiktowego,
- K+ fioletowoczerwony – świadczy o obecności parietyny,
- Pd+ pomarańczowy – świadczy o obecności kwasu tamnoliowego,
- Pd+ czerwony – świadczy o obecności kwasu fumarioprotocetrariowego.

Do oznaczania porostów używane jest również promieniowanie ultrafioletowe (oznaczenie UV). Pod jego wpływem plechy niektórych porostów wykazują fluorescencję.